# Hawa Ahmed Youssouf
Hawa Ahmed Youssouf, född 9 november 1966 i Djibouti, Franska Somaliland ( nuvarande Djibouti) blev utnämnd till minister för kvinno- och familjefrågor samt socialminister i Djibouti 1999.